# Prochownik
Prochownik – stopień wojskowy w Korpusie Artylerii Koronnej.
Obowiązki prochownika zawarte były w regulaminie z 1767 w artykule „Powinności każdego z Osobna Artyllerysty podług Stopnia y Urzędu tak względem umieiętności jako y Służby Pańskiey”.

Powinność Prochownika być umieiętnym w robieniu należytych Prochów, tak armatnych, iako y do strzelb mnieyszych, Które lako naypilniey y naydoskonaley czynić powinien, umiejąc należycie Lutrówać y brakować Salitry, Przeczyszczać Siarki y Kruszec, tak aby Prochy doskonałą próby Zawsze wytrzymać mogły, bo inaczey do Ceughauzu odbierać nie będą. Podczas roboty pomocników z Kanonierów y Bombardierów dodanych mieć sobie będzie, którzy trzeźwo y iak nayostrożniey przy robocie Prochów obchodzić się powinni.